# K League 2
La K League 2 (K리그2?) è il secondo livello professionistico del campionato sudcoreano di calcio.

## Squadre partecipanti
Sono 27 le squadre ad aver partecipato ad almeno una delle 13 edizioni della K-League 2 (in grassetto le squadre che partecipano alla stagione 2025):
- 13 volte:  Bucheon FC 1995
- 12 volte:  FC Anyang
- 11 volte:  Seoul E-Land,  Gyeongnam
- 9 volte:  Ansan Greeners,  Busan IPark
- 8 volte:  Daejeon Citizen
- 7 volte:  Suwon,  Jeonnam Dragons
- 6 volte:  Chungnam Asan
- 5 volte:  Gwangju,  Seongnam
- 4 volte:  Ansan Mugunghwa,  Chungju Hummel,  Goyang Hi,  Sangju Sangmu,  Gimpo
- 3 volte:  Asan Mugunghwa,  Daegu,  Gangwon,  Cheonan City,  Cheongju
- 2 volte:  Suwon Bluewings
- 1 volta:  Jeju United,  Incheon Utd,  Hwaseong

## Stagione 2025
| Squadra                 | Città              | Stadio                        | Anno di fondazione | Ultima stagione   | Stagioni in K League 2 |
| ----------------------- | ------------------ | ----------------------------- | ------------------ | ----------------- | ---------------------- |
| Ansan Greeners          | Ansan              | Ansan Wa~ Stadium             | 2017               | 11° in K League 2 | 6                      |
| Bucheon                 | Bucheon            | Bucheon Stadium               | 2007               | 8° in K League 2  | 8                      |
| Busan IPark             | Pusan              | Busan Gudeok Stadium          | 1979               | 5° in K League 2  | 5                      |
| Cheonan City            | Cheonan            | Cheonan Stadium               | 2008               | 9° in K League 2  | 3                      |
| Chungbuk Cheongju       | Cheongju           | Cheongju Stadium              | 2002               | 10° in K League 2 | 3                      |
| Hwaseong FC             | Hwaseong           | Hwaseong Stadium              | 2013               | 2° in K3 League   | 1                      |
| Chungnam Asan           | Asan               | Yi Sun-sin Stadium            | 2020               | 2° in K League 2  | 5                      |
| Gyeongnam               | Changwon           | Changwon Football Center      | 2006               | 12° in K League 2 | 6                      |
| Jeonnam Dragons         | Jeolla Meridionale | Gwangyang Football Stadium    | 1994               | 4° in K League 2  | 7                      |
| Seoul E-Land            | Seul               | Seoul Olympic Stadium         | 2014               | 3° in K League 2  | 11                     |
| Seongnam FC             | Seongnam           | Tancheon Stadium              | 1989               | 13° in K League 2 | 5                      |
| Suwon Samsung Bluewings | Suwon              | Suwon World Cup Stadium       | 1995               | 6° in K League 2  | 2                      |
| Gimpo                   | Gimpo              | Gimpo Solteo Football Stadium | 2013               | 7° in K League 2  | 4                      |
| Incheon United          | Incheon            | Incheon Football Stadium      | 2003               | 12° in K League 1 | 1                      |

## Albo d'oro
- 2013 -  Sangju Sangmu
- 2014 -  Daejeon Citizen
- 2015 -  Sangju Sangmu
- 2016 -  Ansan Mugunghwa
- 2017 -  Gyeongnam
- 2018 -  Asan Mugunghwa
- 2019 -  Gwangju
- 2020 -  Jeju United
- 2021 -  Sangju Sangmu
- 2022 -  Gwangju
- 2023 -  Sangju Sangmu
- 2024 -  FC Anyang

## Vittorie per squadra
| Club            | Vittorie | Stagioni               |
| --------------- | -------- | ---------------------- |
| Sangju Sangmu   | 4        | 2013, 2015, 2021, 2023 |
| Gwangju         | 2        | 2019, 2022             |
| Ansan Mugunghwa | 1        | 2016                   |
| Daejeon Citizen | 1        | 2014                   |
| Gyeongnam       | 1        | 2017                   |
| Asan Mugunghwa  | 1        | 2018                   |
| Jeju United     | 1        | 2020                   |
| FC Anyang       | 1        | 2024                   |